# Cedella Marley
Cedella Marley (Kingston, 23 de agosto de 1967) é uma cantora, dançarina, designer de moda, atriz e empresária jamaicana. Ela é filha dos cantores de reggae Bob Marley e Rita Marley e mãe de Skip Marley. Ela estava no grupo Ziggy Marley and the Melody Makers junto com sua irmã e irmãos. Com o grupo, ela ganhou três prêmios Grammy.